# Fistulinaceae
Fistulinaceae es una familia de hongos, el miembro más conocido es Fistulina hepatica. Los estudios filogenéticos moleculares han determinado que se encuentra en el orden Agaricales.